# La Dernière Évasion
La Dernière Évasion (ou The Final Break ; The Old Ball and Chain / Free) est un téléfilm d'une heure trente concluant la série télévisée Prison Break et diffusé pour la première fois le 24 mai 2009 sur yesSTARS, une chaîne de télévision israélienne, puis le 27 mai 2009 sur Sky1, une chaine de télévision anglaise. C'est la première fois qu'un épisode de Prison Break n'est pas diffusé sur la Fox mais sur une autre chaine en première mondiale. C'était le series finale de la série, présenté toutefois comme un film d'une heure et demie, jusqu'à la sortie d'une cinquième et dernière saison en 2017.

## Scénario
Quand le général Krantz, ancien chef de l'organisation défaite appelée Le Cartel est en prison avec T-Bag, et apprend que Sara Tancredi se retrouve derrière les barreaux, elle-aussi, pour meurtre, il saute sur l'occasion et projette de la tuer. Emprisonnée, elle est enceinte, et inquiète pour son bébé… Michael Scofield tentera de sauver Sara dans cette ultime trame qui conclut la série. Pour ce faire, il se fait aider par ses anciens complices et amis : Lincoln Burrows, Fernando Sucre et Alexander Mahone.
Le téléfilm se terminera sur la mort de Michael Scofield, se sacrifiant pour ouvrir la porte à Sara.

## Distribution
- Wentworth Miller (VF : Axel Kiener) : Michael Scofield
- Dominic Purcell (VF : Éric Aubrahn) : Lincoln Burrows
- Sarah Wayne Callies (VF : Gaëlle Savary) : Sara Tancredi
- Amaury Nolasco (VF : Laurent Morteau) : Fernando Sucre
- Robert Knepper (VF : Christian Visine) : Theodore Bagwell
- William Fichtner (VF : Guy Chapelier) : Alexander Mahone
- Jodi Lyn O'Keefe (VF : Barbara Delsol) : Gretchen Morgan

## Autour du téléfilm
Ce double épisode se déroule pendant l'ellipse de l'épisode 22 de la saison 4, et durant cet épisode, le téléspectateur apprend comment Michael est mort. Le nom « La Dernière Évasion » fait référence aux deux précédentes évasions déjà effectuées par Michael dans la série (Fox River et Sona), l'ingénieur réalisant cette fois un plan d'évasion dans la prison fédérale de Miami.
Hasard des titres des épisodes dans la version francophone, on peut y voir une certaine symétrie avec le tout premier épisode, intitulé La Grande Évasion.

## Développement et diffusion
La Fox a arrêté la diffusion de la série le 15 mai 2009 avec les épisodes 21 et 22 de la saison 4, présentés eux aussi comme des series finale. Néanmoins, la société de production a décidé de produire elle-même deux épisodes qui ne seront disponibles qu'en DVD aux États-Unis, mais diffusés à la télévision en Israël puis en Angleterre, à une heure tardive néanmoins, adapté au fuseau horaire d'Amérique du Nord.
- Israël : 24 mai 2009 sur yesSTARS
- Royaume-Uni : 27 mai 2009 sur Sky 1
- États-Unis : sortie en DVD le 28 juillet 2009[1]
- Belgique : 11 septembre 2009 sur Be Séries et 24 mars 2010 sur RTL-TVI
- Suisse : 21 septembre 2009 (l'épisode 23) et 28 septembre 2009 (l'épisode 24) sur TSR1
- France : 24 octobre 2009 sur M6 (diffusé en deux épisodes distincts)